# Leiophron golovnini
Leiophron golovnini är en stekelart som beskrevs av Sergey A. Belokobylskij 1995. Leiophron golovnini ingår i släktet Leiophron och familjen bracksteklar. Inga underarter finns listade i Catalogue of Life.